# 喜如嘉の芭蕉布

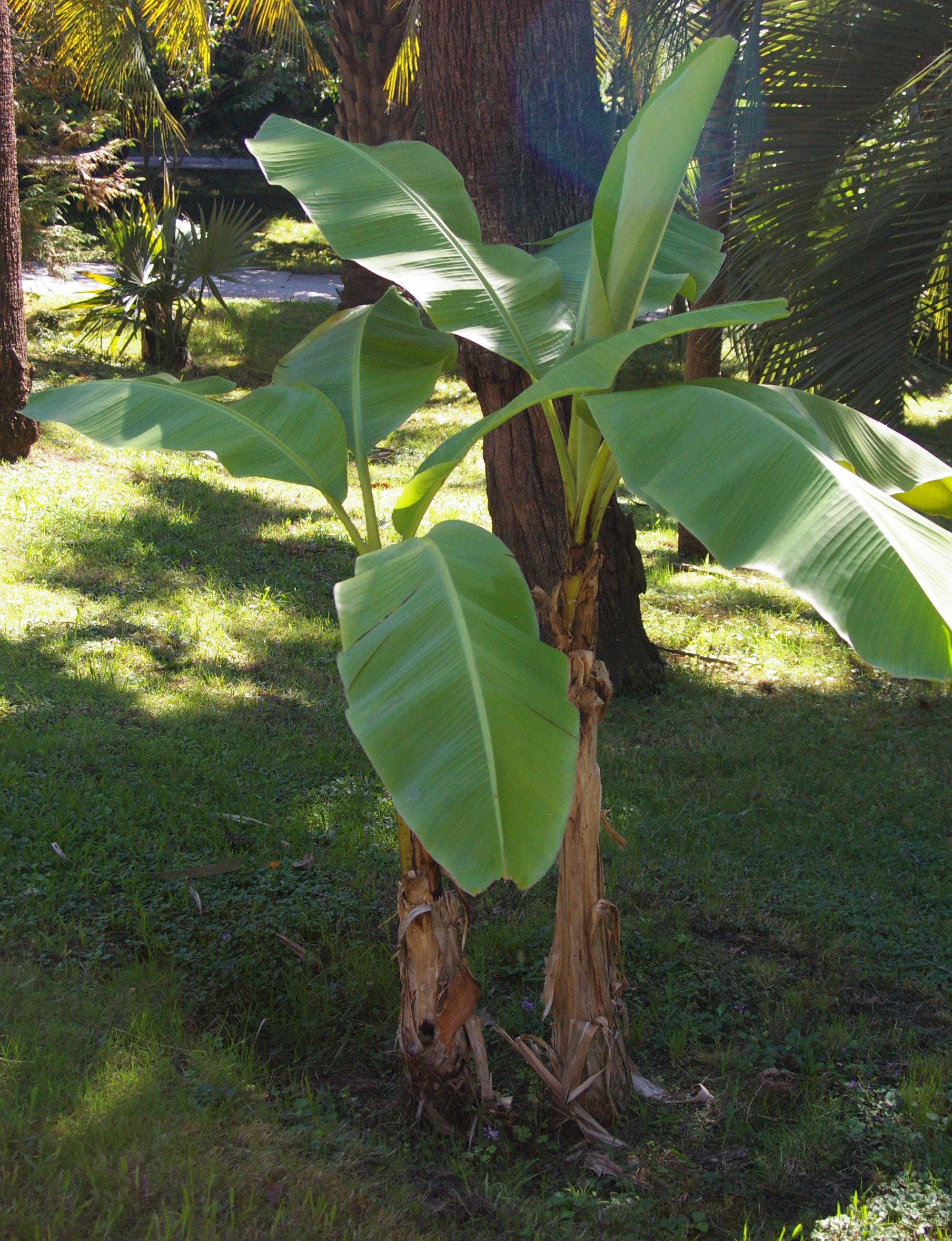
喜如嘉産をふくむ芭蕉布は織り糸をバショウからとる

喜如嘉の芭蕉布（きじょかのばしょうふ）は、沖縄県国頭郡大宜味村の喜如嘉地区で生産される、シマバショウの繊維よりなる織物。アマやアサ、カラムシとならび、植物の長繊維を用いるため高温で湿潤な気候でも布が肌に張り付きにくい特徴が重宝された 。重要無形文化財である。

## 歴史
明への朝献として納められたのち、1609年の薩摩藩への服属以降は3千巻を納めた記録がある。当時から無地や縞、絣の織り柄があり、琉球王府に捧げたほか、領民は無地か縞柄の反物に限り衣服を縫った。明治に入り高機（たかばた）が導入されると生産量が増える。1915年（大正7年）に県の指導で那覇区および島尻郡と宮古郡を除く国頭郡、首里区、中頭郡、八重山郡で10年がかりの増産計画が始まる（生産高と価額の順、行政区は当時）。1915年時点の国頭郡は9千反を超える芭蕉布を織り価額1万5千円超と、県内の生産高およそ1万8700反（総額約3万2800円）のほぼ50%を占めた。予想では1925年の国頭郡の生産は1万600反前後（1万7300円あまり）とある。だが、第二次世界大戦の沖縄戦および戦後の農政は県下各地にあった芭蕉布の生産地に大きな影響をおよぼし生産量は大幅に落ち込んだ。
近年、まとまった産地はもっぱら大宜味村に集中する。1984年に喜如嘉の芭蕉布は通商産業省（当時）より伝統的工芸品の指定を受ける。沖縄県は織物産地や市町村と協力して伝統工芸産業の振興に取り組み（第7次沖縄県伝統工芸産業振興計画）、生産者は機能性やデザイン性を開発して新たな用途を開き生産高の回復に務めている。

## 現代の製法
バショウの外皮をむいてゆで、ゴミを丁寧に除いた繊維を機結び（はたむすび）で十分な長さにつなぐと、撚り（より）をかけ織り糸を作る。糸は織り上げると軽くて強く滑らかな布になる。平均的な長さの反物1反には、バショウが平均40本使われる。喜如嘉の芭蕉布は糸をアイ（藍色）またはシャリンバイ（茶色）でくくり染めにして、原料の糸色の地にその色糸で絣模様を織り出す。格子柄や絣など柄のパターンには広がりがある。

### 模様
- 縦縞四つ目模様。芭蕉布着物1領。沖縄本島、第2尚氏時代・19世紀、芭蕉製。丈 120.0 cm×裄 57.5 cm、東京国立博物館（I-3498）[16]
- 煮綛（にかせ）。芭蕉布着物1領、宮平初子、1966年（昭和41年）。東京国立博物館（I-4212）。ColBase
- コーシ（格子）絣。芭蕉布着尺1巻、幅37.5 cm。平良敏子、1991年（平成3年）、東京国立博物館（I-4178）。ColBase
- ヒキサギー トゥイグワー（引き下げ 小鳥）。芭蕉布着尺1巻、幅37.5 cm、喜如嘉の芭蕉布保存会、1995年（平成7年）、東京国立博物館（I-4193）。ColBase
- トゥイグワー ヒキサギー。黄地煮綛芭蕉布着物1領、喜如嘉の芭蕉布保存会、1997年（平成9年）、東京国立博物館（I-4225）。ColBase
- カジマヤー コーハン柄（風車）。芭蕉布着尺1巻、喜如嘉の芭蕉布保存会、1997年（平成9年）、東京国立博物館（I-4223）。ColBase
- ソテツの葉。芭蕉布着尺1巻、喜如嘉の芭蕉布保存会、1998年（平成10年）、東京国立博物館（I-4222）。ColBase
- ゴーマーイ。芭蕉布着尺1巻、喜如嘉の芭蕉布保存会、東京国立博物館（I-4196）。ColBase

## 重要無形文化財の指定
1974年、「喜如嘉の芭蕉布」が重要無形文化財に指定され「喜如嘉芭蕉布保存会」が保持団体に認定された。2000年には織り手のひとり平良敏子が重要無形文化財「芭蕉布」の保持者として各個認定された（いわゆる人間国宝）。

## 関連文献
- 岡田譲ほか（編）『喜如嘉の芭蕉布 : 喜如嘉の芭蕉布保存会』講談社〈人間国宝シリーズ第41巻〉1977年、ISBN 406145241X、NCID BN04191686。
- 藤本均、喜如嘉の芭蕉布保存会『芭蕉布の世界 : 裂集』三彩工芸、1987年。NCID BB13274032。
- 岡部伊都子「宮古・沖縄・奄美 染と織の琉球王国--喜如嘉の芭蕉布/墨染織/琉球紅型/宮古上布/大島紬」(特集 染と織のある暮らし)『太陽』第35巻第11号、平凡社、1997年9月、19-29頁、32-40頁。
- 平良美恵子「喜如嘉の芭蕉布」『繊維学会誌』第60巻第12号、2004年、558-560頁。doi:10.2115/fiber.60.P_558、繊維学会、ISSN 0037-9875、NAID 10014101749。
- Hendrickx, Katrien (2007) (英語). The Origins of Banana-fibre Cloth in the Ryukyus, Japan. Leuven University Press
- 大澤 正治「山原芭蕉布(ヤンバルバサー)から芭蕉屋(バーサーヤー)誕生の道程--喜如嘉の芭蕉布をめぐって」『経済論集』第175号、愛知大学経済学会、2007年12月、49-70頁。ISSN 0916-5681、NAID 40015806188。
- グレートデン、テレビ東京『琉球の女を紡ぐ : 喜如嘉の芭蕉布平良敏子[沖縄県] : 重要無形文化財総合指定技術保持者』テレビ東京 (発売)〈極める「匠の世界」〉「part 1 . 繊維工芸 4」、1986年（昭和61年）12月撮影、NCID BN11673676。
  - DVD版に改版。「第1話、喜如嘉の芭蕉布平良敏子(65歳) : 重要無形文化財総合指定技術保持者」『琉球の女を紡ぐ : 喜如嘉の芭蕉布（第1話、第2話）』グレートデン（制作）、コアラブックス〈極める : 匠の世界 染織〉第3巻、ケイメディア（販売）、DVD、200-年、NCID BA82172351。協力: 文化庁、出演: 平良敏子 (沖縄県)。
- 大西暢夫「技 匠(3)究極の手作業と物語 : 芭蕉布職人・平山ふさえさん」(沖縄県大宜見村喜如嘉)『ガバナンス』ぎょうせい（編）第218号、2019年6月、5-7頁。